# ضد آلمان (جریان سیاسی)

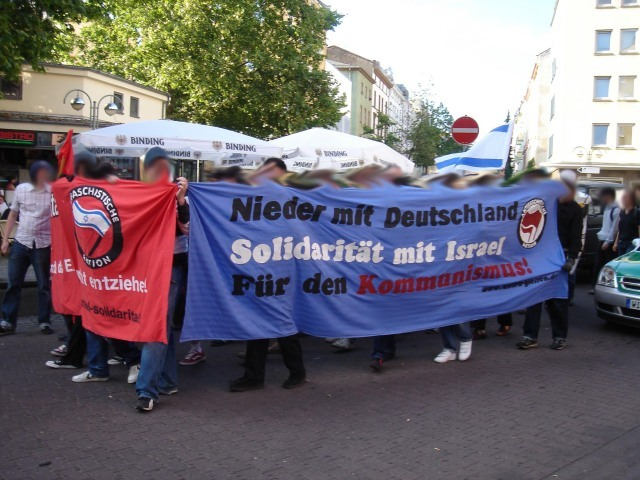
معترضان کمونیست ضد آلمان در فرانکفورت در سال ۲۰۰۶. روی این بنر نوشته شده‌است "مرده باد آلمان / همبستگی با اسرائیل / برای کمونیسم!"

ضدآلمانی (آلمانی: Antideutsch) نامی عمومی است که به گرایش‌های تئوریک و سیاسی مختلفی در درون چپ رادیکال و گروه‌های ضدفاشیستی (آنتیفا) به‌طور عمده در آلمان و اتریش گفته می‌شود. ضد آلمانی‌ها در کنار ضدصهیونیسم‌های ضدامپریالیست یکی از دو گروه اصلی جنبش آنتیفا را تشکیل می‌دهند. این دو گروه در بین سال‌های ۱۹۹۰ تا ۲۰۰۰ به دلیل شکاف نظری در مورد اسراییل از هم فاصله گرفتند. در سال ۲۰۰۶ دویچه وله تعداد ضد آلمانی‌ها را بین ۵۰۰ تا ۳۰۰۰ نفر تخمین زد.
موضع اساسی ضدآلمانی‌ها در کنار مخالفت با ناسیونالیسم آلمانی، نقد دیدگاه‌های جریان اصلی ضدسرمایه‌داری - که از نظر آنان ساده انگارانه و از نظر ساختاری یهودی‌ستیز است - و همچنین انتقاد از یهودستیزی است که معتقدند در تاریخ آلمان به‌طور عمیق ریشه دوانیده است. در نتیجهٔ این دیدگاه‌های ضدیهودستیز، حمایت از اسرائیل و مخالفت با صهیونیسم‌ستیزی عامل اصلی اتحاد جنبش ضدآلمان است. نظریه پردازان ضد آلمان اغلب به تئوری انتقادی تئودور آدورنو و ماکس هورکهایمر استناد می‌کنند.: 2 
نام ضدآلمانی، به‌طور کلی اشاره مستقیمی به هیچ‌یک از گرایش‌های خاص رادیکال چپ ندارد، بلکه طیف گسترده‌ای از جریان‌های متمایز را در بر می‌گیرد، از به اصطلاح ضد آلمانی «سخت» مانند فصلنامه باهاما گرفته تا ضد آلمانی‌های «ملایم» مانند نشریه چپ رادیکال فاز ۲. برخی از اندیشه‌های ضد آلمان همچنین بر فضای چپ رادیکال نیز تأثیرگذار بوده‌اند، مانند ماهنامه konkret و روزنامه هفتگی Jungle World.

## تشکیل
فروپاشی سریع جمهوری دموکراتیک آلمان و اتحاد مجدد آلمان، بحران بزرگی در جنبش چپ آلمان ایجاد کرد. گرایش ضد آلمان ابتدا در یک گروه بحث معروف به چپ رادیکال شکل گرفت که متشکل از عناصر حزب سبز آلمان، تروتسکیست‌ها، اعضای لیگ کمونیست (Kommunistischer Bund)، مجله konkret و اعضای مارکسیست‌های خودگردان، لیبرترین و گروه‌های آنارشیست بود و این گروه، برنامه سازمانهای سیاسی چپ آلمان برای پیوستن به یک ائتلاف حاکم را رد کردند. سپس این گروه تحلیلی از وضع موجود در آلمان را ارائه داد که بعد از آن توسط لیگ کمونیست مورد بازبینی قرار گرفت و در واقع تحلیلی کاملاً بدبینانه از پیش‌بینی سیر وقایع در آلمان بود. این تئوری که به عنوان تحلیل «فاشیزاسیون» شناخته می‌شود معتقد بود که به دلیل خاص بودن تاریخ آلمان و توسعه این کشور، بحران سرمایه‌داری در آلمان به حرکت به سمت راست افراطی و فاشیسم جدید منجر خواهد شد.: 11 
در طی یک بحث داخلی، نمایندگان طیف اکثریت گفتند که جریان اقلیت، به دلیل تحلیل تاریک و بدبینی مطلق‌اش به آینده آلمان، «ممکن است بتواند فقط به باهاما مهاجرت کند.» به همین دلیل طیف اقلیت در اقدامی کنایه آمیز، نشریه خود را باهاما نامید. در سال ۲۰۰۷ روزنامه هاآرتص از باهاما به عنوان "نشریه برجسته جنبش کمونیسم ضد آلمان و طرفدار سرسخت اسرائیل" یاد کرد. شعار Nie wieder Deutschland ("آلمان، دیگر هرگز")، که به یک شعار اصلی جنبش ضد آلمانی تبدیل شد در تظاهرات ضد اتحاد آلمان در شهرهای مختلف سرداده شد که در بزرگ‌ترین تظاهرات ده هزار نفر شرکت داشتند. این اتحاد بین گروه‌های مختلف چپ چندان دوام نداشت و این گروه‌ها بعد از اتحاد آلمان از هم جدا شدند.

## دهه ۱۹۹۰

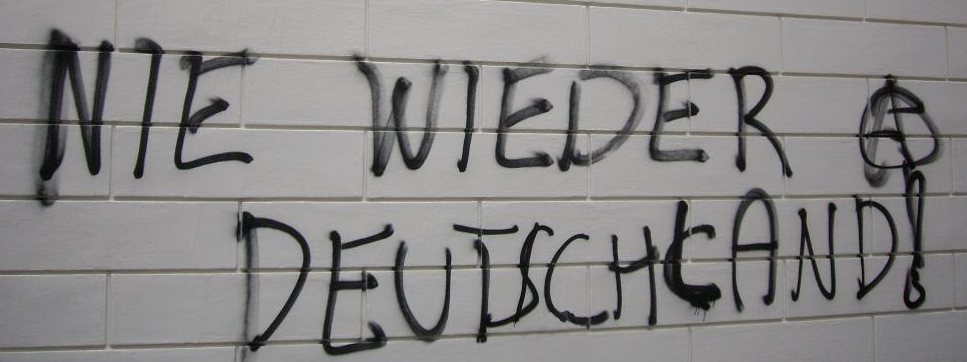
دیگر هرگز نقاشی‌های دیواری آلمان در وین، ۲۰۰۹

بعد از اتحاد و در میانهٔ دهه ۹۰، آلمان شاهد افزایش موج ناسیونالیسم و نژادپرستی بود، اتفاقاتی همانند شورش روستوک-لیشتنهاگن و قتل اعضای یک خانواده ترک‌تبار در شهر سولینگن در غرب آلمان شاهدی بر این مدعاست.
در نتیجه این اتفاقات، از نیمه دهه ۹۰، گروه‌ها و محافل کوچک مرتبط با اندیشه‌های ضد آلمان در سراسر آلمان شروع به ظهور کردند و مواضع ایدئولوژیک خود را با مخالفت با عقاید حاکم در احزاب چپ آلمان مورد بحث قرار دادند. این مواضع به ویژه در گروه‌های "آنتیفا" برجسته‌تر بود. جنگ خلیج فارس در ۱۹۹۰ مواضع ضد آلمان‌ها را به سمت دیگری معطوف کرد، به ویژه آنکه احزاب چپ آلمان در جریان موشک‌باران شهرهای اسراییل توسط صدام حسین حمایت چندانی از اسراییل به عمل نیاوردند. نویسندگان برجسته چپ مانند آیکه گایزل و وولفگانگ پورت صلح‌طلبان آلمانی را به دلیل ارزیابی ساده‌انگارانه‌شان در مورد تهدید بعثی‌ها برای خاورمیانه به‌ویژه بعد از استفاده صدام حسین از سلاح‌های شیمیایی مورد انتقاد قرار دادند.
وقوع انتفاضه دوم نقطه عطف دیگری برای جنبش در حال ظهور ضد آلمان بود. در حالی که بسیاری از تحلیل‌گران چپ‌گرا، اسرائیل را تا حدی در این جنگ متجاوز به‌شمار می‌آوردند، جنبش ضد آلمان تمام قد کنار اسراییل ایستاد و رسانه‌ها و تحلیل‌گران چپِ منتقد اسراییل را حامیان گروه‌های اسلامگرا از جمله حماس نامید. جبهه ضد آلمان در این مقطع خواستار همبستگی بی قید و شرط با اسرائیل و همچنین حمایت صریح از یهودیان و سایر گروه‌های غیرغرب بومی در منطقه در برابر ایدئولوژی پان عربیسم بود. ضد آلمانی‌ها در این مقطع یهودستیزهای مسلمان را با یهودستیزهای نازی یکسان می‌دانستند و معتقد بودند که هر دوی این گروه‌ها از میان برداشتن یهودیان را محور اصلی سیاست‌های خود می‌دانند.
شکاف بین ضد آلمانی‌ها و سایر گروه‌های چپ رادیکال بعد از ۱۱ سپتامبر تشدید شد. بخش بزرگی از چپ‌های رادیکال در آن موقع معتقد بودند که حملات القاعده و تروریست‌ها – فارغ از درست یا غلط بودنش – ناشی از مقاومت ضدامپریالیستی و ضداستعماری این گروه‌ها در مقابل هژمونی آمریکاست. ضد آلمانی‌ها صراحتاً اعلام کردند که حمله‌های القاعده شکل مدرنی از فاشیسم است و باید با آن مقابله شود.

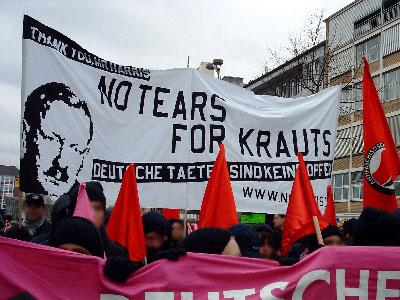
بنر ضد آلمان مبنی بر حمایت از مارشال رئیس هواپیمایی آرتور هریس که درسدن و چند شهر دیگر آلمان را در دوره جنگ جهانی دوم بمباران کرد.

فوریه ۱۹۹۵ پنجاهمین سالگرد بمباران شهر درسدن در شرق آلمان توسط هواپیماهای متفقین بود که به ویرانی این شهر و کشته شدن هزاران نفر از شهروندان انجامید. ضد آلمانی‌ها در این روز حمایت خود را از بمباران اعلام کردند، چون معتقد بودند بسیاری از غیرنظامیان شهر درسدن در آن زمان از ایدئولوژی نازیسم حمایت می‌کردند. کیل جیمز بعد از موضع‌گیری ضد آلمانی‌ها در قضیه یازده سپتامبر، این موضع‌گیری را دلیل دیگری بر نزدیکی این جنبش به آمریکا می‌داند. مخصوصاً که شعارهای: بمب‌افکن هریس، این کار را تکرار کن (با اشاره به بمب‌افکن هریس که در بمباران درسدن نقش داشت)، یا قاتلان آلمانی قربانی نیستند در تظاهرات‌های آن دوره از شعارهای رایج بودند.
بمباران یوگسلاوی توسط ناتو در سال ۱۹۹۹ نیز مانند بیشتر چپ‌های رادیکال مورد توجه ضد آلمان‌ها قرار گرفت، بسیاری از ضد آلمانی‌ها این جنگ را به عنوان تکرار وقایع جنگ جهانی دوم - که در آن صرب‌ها قربانی امپریالیسم آلمان بودند - محکوم کردند؛ بنابراین برخی از ضدآلمان‌ها فراخوان حمایت بی قید و شرط از رژیم اسلوبودان میلوسویچ را صادر کردند. دلایلی که دولت آلمان برای مشروعیت بخشیدن به جنگ - از منظر ضد آلمان - بیان کرد، نقطه عطفی در گفتمان تاریخ سیاسی آلمان است. به نظر آنان، شرکت آلمان در قالب ائتلاف ناتو در جنگ یوگسلاوی "تا وقتی آشویتس [در تاریخ آلمان] وجود دارد" توجیه پذیر نیست. این دیدگاه نشان از وجود یک خودشناسی ملی در دیدگاه ضد آلمانی‌ست یا به عبارتی"Weltmeister der Vergangenheitsbewältigung " قهرمان جهان سعی می‌کند با گذشته تاریک خود کنار بیاید.